# フラッシュバック (曲)
「フラッシュバック」は、日本のヴィジュアル系バンドであるR指定の楽曲。通算27枚目のシングルとして2019年5月1日に発売された。

## 概要
- 2019年の第1弾シングルで、令和に入ってから初の作品。前作「EROGRO」から5ヶ月振りのリリースとなった。
- 23rdシングル「魅惑のサマーキラーズ」以来、4作品振りに3曲収録となった。
- 初回限定盤と通常盤の2形態でリリースされ、初回限定盤には表題曲「フラッシュバック」のPVとメイキング映像が収録されたDVDが封入されている。

## 収録曲

### CD
- 全曲作詞・作曲:マモ

1. フラッシュバック (3:30)
R指定特別単独公演ツアー『フラッシュバック御礼暴行』のタイトルにもなった楽曲。
歌詞の中には、平成から令和に移り変わる部分も書かれており、本楽曲のPVにも、令和発表の瞬間をパロディ化したシーンが登場する。
2. -死刑- (3:00)
マモの語りから始まるナンバー。イントロの途中からテンポが速くなる。
3. -青春- (4:34)
前2曲とは異なり、ミディアムテンポのバラードナンバー。
1番及びラストサビ前のCメロはマモのボーカル、及びアコースティック・ギターのみで構成されている。

### 初回限定版DVD
1. フラッシュバック PV
2. フラッシュバック PV Making

## 参加ミュージシャン
- マモ - ボーカル、作詞&作曲
- Z - ギター
- 楓 - ギター
- 七星 - ベース
- 宏崇 - ドラム
- Yo-shiT - マニピュレーター

| スタブアイコン | サブスタブ | この項目は、まだ閲覧者の調べものの参照としては役立たない、シングルに関連した書きかけの項目です。この項目を加筆・訂正などしてくださる協力者を求めています（P:音楽/PJ:楽曲）。 |